# Archidiocèse de Galveston-Houston
L'archidiocèse de Galveston-Houston (en latin Archidioecesis Galvestoniensis Houstoniensis) est l'un des plus grands diocèses des États-Unis et compte plus de 1 045 030 de catholiques.  Il a été érigé canoniquement le 4 mai 1847 et fut élevé au rang d'archidiocèse en 2004.  L'église cathédrale de l'archidiocèse est la basilique-cathédrale Sainte-Marie de Galveston avec comme cocathédrale, la cocathédrale du Sacré-Cœur de Houston.

## Histoire
La préfecture apostolique du Texas est érigée en 1839, par détachement du diocèse de Linares du Nouveau León. Elle est transformée en vicariat apostolique du Texas le 10 juillet 1841.
Le vicariat apostolique est lui-même érigé en diocèse et change de nom le 4 mai 1847 pour devenir le diocèse de Galveston. Il est à nouveau rebaptisé pour devenir diocèse de Galveston-Houston le 25 juillet 1959. La chancellerie diocésaine se trouve à Houston depuis 1963.
Il est élevé au rang d'archidiocèse métropolitain le 29 décembre 2004.
En 2007, son archevêque, Daniel DiNardo, est créé cardinal par Benoît XVI, devenant ainsi le premier cardinal à la tête d'un diocèse texan. 

## Territoire
L'archidiocèse se situe au centre-est du Texas, sur la côte du Golfe du Mexique. Il couvre 10 comtés : Galveston, Harris, Austin, Brazoria, Fort Bend, Grimes, Montgomery, San Jacinto, Walker et Waller. 
Son territoire a été souvent remanié: la préfecture apostolique du Texas couvrait l'intégralité du territoire texan jusqu'en 1874, lorsque sont créés le diocèse de San Antonio et le vicariat apostolique de Brownsville (actuel diocèse de Corpus Christi). Son territoire sera à nouveau réduit pour créer les diocèses de Dallas (1890), d'Austin (1947), de Beaumont (1966), de Victoria (1982) et de Tyler (1986).

## Cathédrale et co-cathédrale

### Cathédrale Sainte-Marie de Galveston

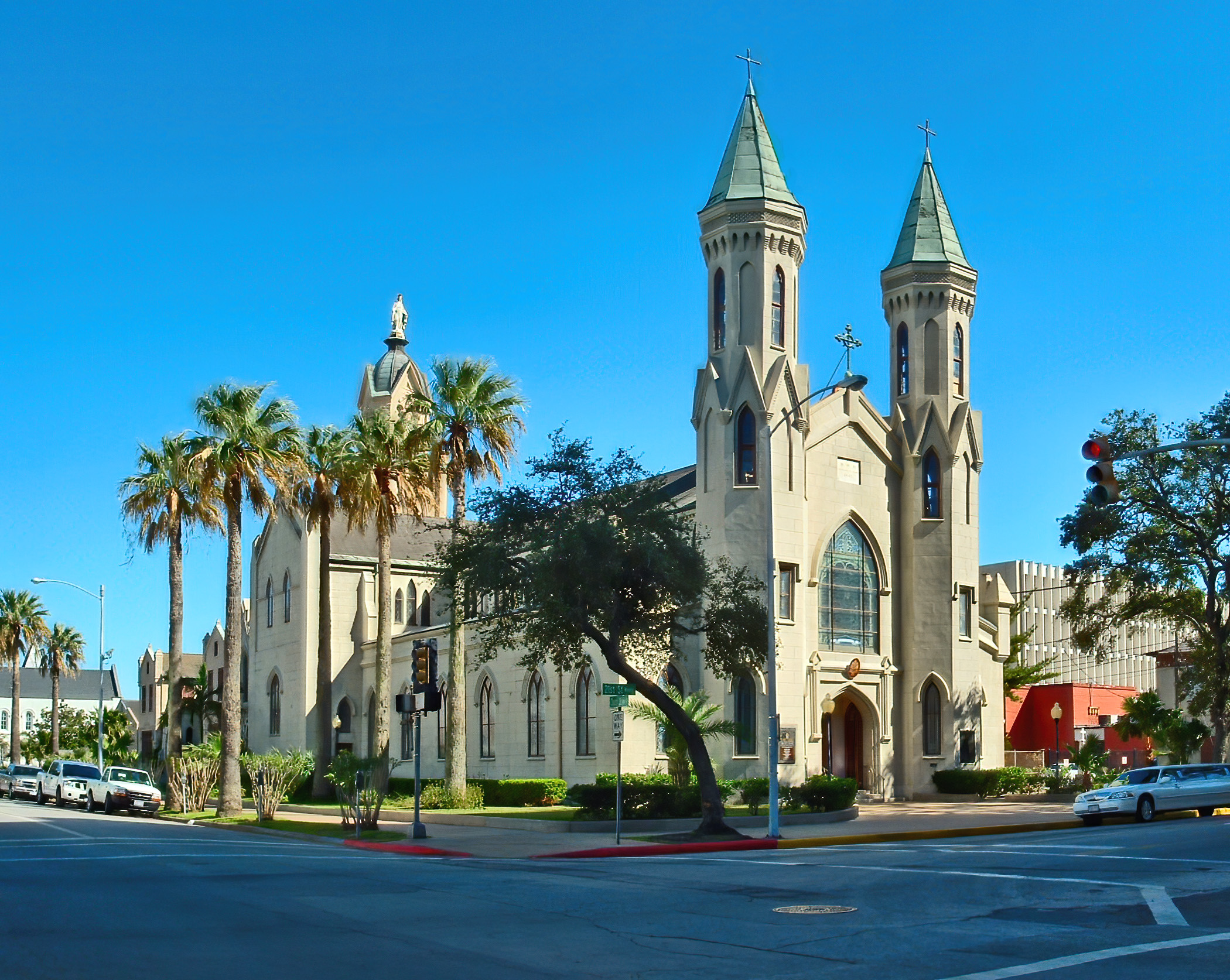
La Basilique-Cathédrale Sainte-Marie à Galveston

Le siège de l'évêque de Galveston-Houston se trouve à la cathédrale-basilique Sainte-Marie, à Galveston. Construite entre 1843 et 1847, elle est le produit de la volonté du premier évêque, Jean-Marie Odin, C.M., qui souhaitait remplacer la petite église Sainte-Marie, siège du vicariat apostolique, bâtiment en bois de 6,7 m de long consacré en 1842. La première pierre de la nouvelle cathédrale est posée le 14 mars 1847, plus d'un mois avant la création du diocèse, et la dédicace a lieu le 26 novembre 1848,. 
Une statue de la Vierge Marie de 4,5m surmonte la tour centrale depuis 1878. 
La cathédrale est l'un des rares bâtiments de Galveston qui ait résisté à l'ouragan de 1900, mais son bourdon de 3 tonnes est expulsé du clocher par la force des vents. Il reste 1m d'eau dans l'église, mais celle-ci devient rapidement un centre de secours et d'assistance pour tout le secteur. La tempête fera entre 6000 et 8000 victimes parmi les 37 000 habitants. 
La cathédrale est protégée au titre du patrimoine historique texan depuis 1968, et du patrimoine historique national depuis 1973. 
En 1979, le pape Jean-Paul II lui accorde le titre de basilique mineure, en reconnaissance de son importance dans l'histoire de la communauté catholique au Texas. 
En 2008, l'ouragan Ike frappe durement la côté texane: la cathédrale endommagée est encore debout, mais des travaux importants seront nécessaires avant sa réouverture complète en avril 2014. 

### Co-cathédrale du Sacré-Cœur de Houston
Après la tempête de 1900, la ville de Houston rattrape et dépasse le développement de sa voisine Galveston. Cette bascule concerne également l'importance de la population catholique. 
En 1958, le 5e évêque, Mgr Wendelin J. Nold, demande l'autorisation au pape Jean XXIII de construire une co-cathédrale à Houston, et la reçoit l'année suivante. La paroisse du Sacré-Coeur devient co-cathédrale. En 1963, la chancellerie diocésaine déménage à Houston. 
En janvier 2005, pour faire face à la croissance de la population catholique du diocèse, l'archevêque Joseph A. Fiorenza lance les travaux de la nouvelle co-cathédrale. Elle est dédicacée le 2 avril 2008 par son successeur, le cardinal Daniel N. DiNardo. 
Les grandes cérémonies diocésaines s'y tiennent: avec ses 1800 à 2000 places, elle surclasse la cathédrale Sainte-Marie et ses 400 places. 

## Province ecclésiastique de Galveston-Houston
À partir de 1850, les diocèses texans sont placés sous l'autorité de l'archidiocèse de La Nouvelle-Orléans. En 1926, le diocèse de San Antonio devient archidiocèse métropolitain et prend la juridiction métropolitaine sur l'ensemble du Texas. 
Le 29 décembre 2004, le pape Jean-Paul II érige le diocèse de Galveston-Houston en archidiocèse métropolitain, avec pour suffragants les diocèses d'Austin, de Beaumont, de Brownsville, de Corpus Christi, de Tyler et de Victoria, issus comme lui de la province de San Antonio.  
Avec la province ecclésiastique d'Oklahoma City, celle de San Antonio et l'ordinariat de la Chaire de Saint-Pierre, elle forme au sein de la Conférence des évêques catholiques des États-Unis la région X, correspondant aux États du Texas, de l'Arkansas et de l'Oklahoma.  